# Risë Stevens
Risë Stevens, pseudonimo di Risë Steenberg (New York, 11 giugno 1913 – New York, 20 marzo 2013), è stata un mezzosoprano e attrice statunitense.

## Biografia
Studiò canto alla Juilliard School of Music con Anne Schœn-René e si perfezionò poi a Salisburgo con Marie Gutheil-Schoder ed Herbert Graf, debuttando nel 1936 a Praga, dove rimase fino al 1938 cantando in Orfeo ed Euridice, Mignon e Der Rosenkavalier.
Ritornata negli Stati Uniti, debuttò il 17 dicembre 1938 al Metropolitan Opera House di New York come Mignon, apparendovi fino al 1961 ed imponendosi come una delle maggiori Carmen e Dalila del suo tempo. Nel 1940 debuttò a Chicago (Le nozze di Figaro) e alla San Francisco Opera. 
Tornò in Europa nel 1949 per cantare all'Opéra de Paris nel Cavaliere della rosa (Octavian) e nel 1954 al Teatro alla Scala di Milano nella prima de La figlia del diavolo di Virgilio Mortari. L'anno successivo si esibì al Festival di Glyndebourne come Cherubino.
Parallelamente alla carriera di cantante d'opera girò numerosi film, fra cui La mia via (1945), con Bing Crosby. Dopo il ritiro dalle scene divenne direttrice della «Met National Company» dal 1965 al 1967 e quindi presidente del «Mannes College of Music» dal 1975 al 1978.
Orientò il repertorio a ruoli che ne mettevano in risalto le qualità timbriche, ad esempio Giulietta in Les contes d'Hoffmann, Orlovsky in Die Fledermaus, Hansel in Hänsel und Gretel, evitando parti vocalmente più onerose come quelle verdiane e wagneriane.

## Discografia

### Incisioni in studio
- Carmen - Risë Stevens, Jan Peerce, Licia Albanese, Robert Merrill, dir. Fritz Reiner - 1951 RCA
- Le nozze di Figaro (Cherubino) - Sesto Bruscantini, Graziella Sciutti, Sena Jurinac, Risë Stevens - dir. Vittorio Gui - 1955 EMI
- Orfeo ed Euridice  - Risë Stevens, Lisa Della Casa, Roberta Peters, dir. Pierre Monteux - 1955 RCA

### Registrazioni dal vivo
- La Gioconda (Laura) - Zinka Milanov, Richard Tucker, Leonard Warren, Risë  Stevens, Giacomo Vaghi, dir. Emil Cooper - Met 1946 ed. Myto/Bensar
- Il cavaliere della rosa - Risë Stevens, Eleanor Steber, Erna Berger, Emanuel List, Giuseppe Di Stefano, dir. Fritz Reiner - Met 1949 ed. Arlecchino/Naxos
- Les contes d'Hoffmann - Richard Tucker, Roberta Peters, Risë Stevens, Lucine Amara, dir. Pierre Monteux - Met 1955 ed. Cetra/GOP
- Orfeo ed Euridice -  Risë Stevens, Hilde Güden, Laurel Hurley, dir. Pierre Monteux - Met 1955 ed. Andromeda
- Carmen - Risë Stevens, Mario Del Monaco, Lucine Amara, Frank Guarrera, dir. Dimitri Mitropoulos - Met 1957 ed. Nuova Era/Living Stage
- Sansone e Dalila - Risë Stevens, Mario Del Monaco, Giorgio Tozzi, dir. Fausto Cleva - Met 1958 ed. Myto

## Filmografia
- Soldato di cioccolata (The Chocolate Soldier), regia di Roy Del Ruth (1941)
- La mia via (Going My Way), regia di Leo McCarey (1944)
- Ritorno a Oz (Journey Back to Oz), regia di Hal Sutherland (1974) - voce